# Paula Denyer
Paul Denyer, né le 14 avril 1972 à Sydney, est un tueur en série australien, qui purge présentement trois sentences consécutives de prison à vie avec une période de non libération conditionnelle de 30 ans à la prison HM Barwon pour les meurtres d'Elizabeth Stevens, 18 ans, Debbie Fream, 22 ans et Natalie Russell, 17 ans à Frankston, Victoria, en Australie, en 1993.
Denyer est connu comme le « tueur en série de Frankston » en raison des crimes qu'il a commis dans cette région de Victoria. Le tueur en série de Frankston fut présenté dans le pilote de l’émission Forensic Investigators sur les ondes de Seven Network.

## Meurtres
Pendant une période de sept semaines en 1993, Denyer a suivi et assassiné trois femmes à Frankston, en banlieue de Melbourne. Denyer avait 21 ans à l’époque. Durant son interrogatoire, les motivations de Denyer devinrent apparentes lorsqu’il répondit aux questions des policiers en disant qu’il détestait les femmes en général:
POLICE : Pouvez-vous expliquer pourquoi nous avons des femmes comme victimes ?
DENYER : Je les déteste tout simplement.
POLICE : Je vous demande pardon.
DENYER : Je les déteste.
POLICE : Ces femmes en particulier ou les femmes en général ?
DENYER : Général.

## Victimes
La première victime fut Elizabeth Stevens, 18 ans. Elle venait de débarquer d’un bus allant à Langwarrin lorsqu’elle fut amenée tout près au parc Lloyd. Sa gorge était tranchée et un motif entrecroisé avait été entaillé sur sa poitrine.
Un mois plus tard, la deuxième victime, Debra Ann Fream, fut enlevée après avoir laissé sa voiture démarrée pour courir se procurer du lait dans un bar à lait. Elle fut amenée rue Taylor, et tout comme Elizabeth, sa gorge fut tranchée sauvagement. Elle laissa son bébé de 12 jours à la maison lorsqu’elle alla chercher le lait.
La troisième et dernière victime, Natalie Russell, rentrait plus tôt de son école sur une piste cyclable qui était un raccourci jusqu’à chez elle. L’adolescente de 17 ans fut attrapée à travers un gros trou dans une clôture et se débattit avec force. Cela mis Denyer en colère et il la frappa à la tête et au cou.
Rosza Toth rentrait chez elle de la station de train Seaford lorsqu’elle se fit tirer près du bloc des toilettes ; elle réussit à s’échapper de l’empoigne de Denyer et avertit la police.
Des liens avec la disparition de Sarah McDiarmid en 1990 étaient indiscutables, et ce même si son corps ne fut jamais retrouvé (seulement une mare de sang à côté de sa voiture stationnée à une station de train).
Des liens similaires au meurtre de Michelle Brown ont aussi été discutés, mais puisqu’elle fut retrouvée nue, et que son corps était trop décomposée pour analyser les blessures, cela est improbable.

## Demande de réattribution de sexe
Emprisonné, Denyer demanda la permission d’acheter et de porter des cosmétiques de femme, ce qui lui fut refusé.
Denyer remplit également une demande de liberté d’information pour en apprendre sur la politique du gouvernement Victorien sur l’opération de réattribution de genre pour les prisonniers et a demandé une évaluation pour déterminer s'il convenait pour une telle opération, qui fut également rejetée par les spécialistes médicaux.